# 성릉 (고려)
성릉(成陵)은 판문구역 상도리에 위치한 고려 제12대 순종과 제2비인 선희왕후 김씨의 능이다.